# 補足遺伝子
補足遺伝子（ほそくいでんし 英: complementary gene）とは、一つの形質の発現に、ある二組の対立遺伝子が必要になる遺伝子のことである。通常は2つの優性対立遺伝子が揃ったと きにその形質が発現する。

## 補足遺伝子の例
- スイートピーの花の色

スイートピーの花色に関する遺伝子でCとPがあり、C遺伝子とP遺伝子を同時に持つ場合は紫色の花を開花させるが、C遺伝子とP遺伝子のいずれかのみを持つ場合や、いずれも持たない場合は白色の花を開花させる。スイートピーの花色の色素合成系においては、C遺伝子は色素原合成遺伝子で、前駆体から色素原を合成し、P遺伝子は紫色素合成遺伝子で、色素原から紫色素を合成する反応が行われている。
発現型が[Cp][cP][cp]では白色になるが、[CP]では紫色になる。